# 4A busz (Balassagyarmat)
A balassagyarmati 4A jelzésű autóbusz a Bremas Kft., illetve a Kábelgyár és az Autóbusz-állomás között közlekedik munkanapokon. A járat a városi önkormányzat megrendelésére a MÁV Személyszállítási Zrt. üzemelteti.

## Története
Eredetileg a Kenessey Albert Kórház és a Bremas Kft. között közlekedett megszűnéséig. A 2025. március 15.-től érvényes menetrendben azonban már ezen új útvonalon jár.

## Útvonala
| Autóbusz-állomás felé |
| --- |
| Bremas Kft. – Déli elkerülő – Kábelgyár – Ipari park – Kóvári út – Rákóczi fejedelem út – Civitas Fortissima tér – Rákóczi fejedelem út – Mikszáth Kálmán utca – Autóbusz-állomás |

## Megállóhelyei
| 4A (Bremas Kft./Kábelgyár-Autóbusz-állomás) |                             |                                | |
| Perc (↓)                                    | Megállóhely                 | Átszállási kapcsolatok         | Létesítmények |
| 0                                           | Bremas Kft. végállomás      | 4, 6A                          | Bremas Kft. |
| 2                                           | Kábelgyár végállomás        | 3A, 4, 5A, 6A, 6B              | Prysmian Kábelgyár, Delta-Tech Mérnöki Iroda |
| 3                                           | Fémipari Vállalat           | 4, 6A, 6B                      | |
| 4                                           | Strand                      | 4, 5A, 6A, 6B                  | Nagyligeti Sporttelep, Közép-Duna-völgyi Vízügyi Igazgatóság, Balassagyarmati Strandfürdő                                                                              |
| 6                                           | Malom                       | 1A, 4, 6, 6A, 6B, 8            | |
| 8                                           | Civitas Fortissima tér      | 1A, 4, 6, 6A, 6B, 7A, 8        | Városháza, Vármegyeháza, Jánossy Képtár |
| 9                                           | Hunyadi utca                | 1A, 2A, 4, 6, 6A, 6B, 7, 7B, 8 | Mikszáth Kálmán Művelődési Központ, Salgótarjáni Szakképzési Centrum Szent-Györgyi Albert Gimnáziuma, Szakgimnáziuma és Szakközépiskolája, piac, SPAR áruház, OTP Bank |
| 11                                          | Autóbusz-állomás végállomás | 1B, 2, 5A, 6B, 6C, 8, 8A       | Balassagyarmat autóbusz-állomás, Tesco áruház |